# 1921 na literatura

## Livros
- O Saci, de Monteiro Lobato

## Nascimentos
| Data            | Nome              | Profissão                                                                             | Nacionalidade  | Observações | Ref |
| --------------- | ----------------- | ------------------------------------------------------------------------------------- | -------------- | ----------- | --- |
| 7 de janeiro    | Josué Guimarães   | escritor                                                                              | Brasil         | m. 1986     |     |
| 22 de fevereiro | Jean Duvignaud    | escritor, crítico de teatro, sociólogo, dramaturgo, ensaísta, cenógrafo e antropólogo | França         | m. 2007     |     |
| 23 de maio      | James Blish       | escritor                                                                              | Estados Unidos | m. 1975     |     |
| 12 de setembro  | Stanislaw Lem     | escritor                                                                              | Polónia        | m. 2006     |     |
| 21 de novembro  | Jorge Listopad    | escritor, crítico, realizador, encenador e professor                                  | Checoslováquia |             |     |
| 1 de dezembro   | Nestor de Holanda | escritor e jornalista                                                                 | Brasil         | m. 1970     |     |

## Mortes
| Data        | Nome                    | Profissão | Nacionalidade | Observações | Ref |
| ----------- | ----------------------- | --------- | ------------- | ----------- | --- |
| 22 de março | E. W. Hornung           | escritor  | Inglaterra    | n. 1866     |     |
| 15 de julho | Alphonsus de Guimaraens | poeta     | Brasil        | n. 1870     |     |

## Prémios literários
- Nobel de Literatura - Anatole France.